# خروشچیلوو
خروشچیلوو (به لهستانی:  Chróścielów) یک منطقهٔ مسکونی در لهستان است که در گمینا کیتژ واقع شده‌است. خروشچیلوو ۴۶۸ نفر جمعیت دارد.